# Gephyrosaurus bridensis
Il gefirosauro (Gephyrosaurus bridensis) è un rettile estinto appartenente ai diapsidi, forse imparentato con gli odierni tuatara. Visse nel Giurassico inferiore (circa 200 milioni di anni fa) e i suoi resti fossili sono stati ritrovati in Galles. 

## Descrizione
Questo rettile è conosciuto per resti quasi completi, che hanno permesso di ricostruire un piccolo animale simile a una lucertola, lungo circa 15 centimetri e dotato di una testa grossa. Il cranio, lungo circa 3 centimetri, ricorda quello degli sfenodonti primitivi, come Planocephalosaurus, ma era dotato di orbite più grandi e un'area postorbitale molto ampia. In generale il cranio assomigliava come forma e dimensioni a quello di un attuale ramarro (Lacerta viridis), ma era più robusto. Come i veri e propri sfenodonti, Gephyrosaurus possedeva una lunga fila di denti lungo i lati dell'osso palatino. Questi denti erano probabilmente usati per intrappolare invertebrati piccoli e attivi; una dieta, questa, che doveva richiedere velocità, agilità e sensi acuti. Il cranio di Gephyrosaurus era di tipo diapside, con una barra temporale incompleta, a causa dell'estrema riduzione dell'osso quadratojugale.

## Classificazione
Questo animale è stato descritto nel 1980 ed è stato classificato alla base del gruppo degli sfenodonti, attualmente rappresentati dal solo tuatara (gen. Sphenodon) della Nuova Zelanda. Gephyrosaurus è il genere tipo della famiglia Gephyrosauridae, alla quale appartiene anche Diphydontosaurus. 